# Tonawanda (cité, New York)
Ne doit pas être confondu avec Tonawanda (municipalité, New York).
Tonawanda (en tuscarora: Tahnawáteh) est une cité (city) située dans le comté d'Érié, dans l'État de New York, aux États-Unis,. En 2010, elle compte une population de 15 130 habitants, estimée au 1er juillet 2019 à 14 745 habitants.

## Démographie
Lors du recensement de 2010, la municipalité comptait une population de 15 130 habitants. Elle est estimée, en 2019, à 14 745 habitants.

## Culture
C'est dans les environs de la cité que fût tourné, en 1980, le film d'horreur devenu culte : " The burning", ou '' Carnage'', réalisé par Tony Maylan ( source interview blu-ray du film).